# Trigonia kerrii
Trigonia kerrii är en tvåhjärtbladig växtart som beskrevs av E. Lleras. Trigonia kerrii ingår i släktet Trigonia och familjen Trigoniaceae. Inga underarter finns listade i Catalogue of Life.